# クラクフ音楽アカデミー
クラクフ音楽アカデミー（クラクフおんがくアカデミー、英語: Academy of Music in Kraków、公用語表記: Akademia Muzyczna w Krakowie）は、ポーランドクラクフに本部を置くポーランドの音楽大学。1888年創立、1888年大学設置。

## 沿革
1888年、ウワディスワフ・ジェレンスキによって設立された。現代音楽作曲家のヴィトルト・ルトスワフスキや『ヒロシマの犠牲者の追悼のための哀歌』で評価されているクシシュトフ・ペンデレツキの出身校として知られている。

## 学部

### 作曲、解釈、分析と教育学部
以下の3つの機関から成り立っている。
1. 作曲、指揮、音楽理論
2. 合唱音楽、音楽教育
3. 教会音楽
- 作曲科
- 指揮科
- 理論と分析学科
- 理論と聴覚訓練
- 合唱音楽学科
- 音楽教育学科

### 器楽部
- ピアノ科
- オルガン科
- 木管楽器、打楽器、アコーディオン科
- チェンバロ、西洋古楽史科
- ヴァイオリン、ヴィオラ科
- チェロ、コントラバス科
- 室内楽科
- 現代音楽、ジャズ科

### 声楽と劇部
- 声楽科